# Milova Balka, Znameanka
Milova Balka (în ucraineană Мілова Балка) este un sat în comuna Kazarnea din raionul Znameanka, regiunea Kirovohrad, Ucraina.

## Demografie
Componența lingvistică a localității Milova Balka
     Ucraineană (94,29%)
     Rusă (4,76%)
     Alte limbi (0,95%)
Conform recensământului din 2001, majoritatea populației localității Milova Balka era vorbitoare de ucraineană (94,29%), existând în minoritate și vorbitori de rusă (4,76%).